# الدعارة في تايوان

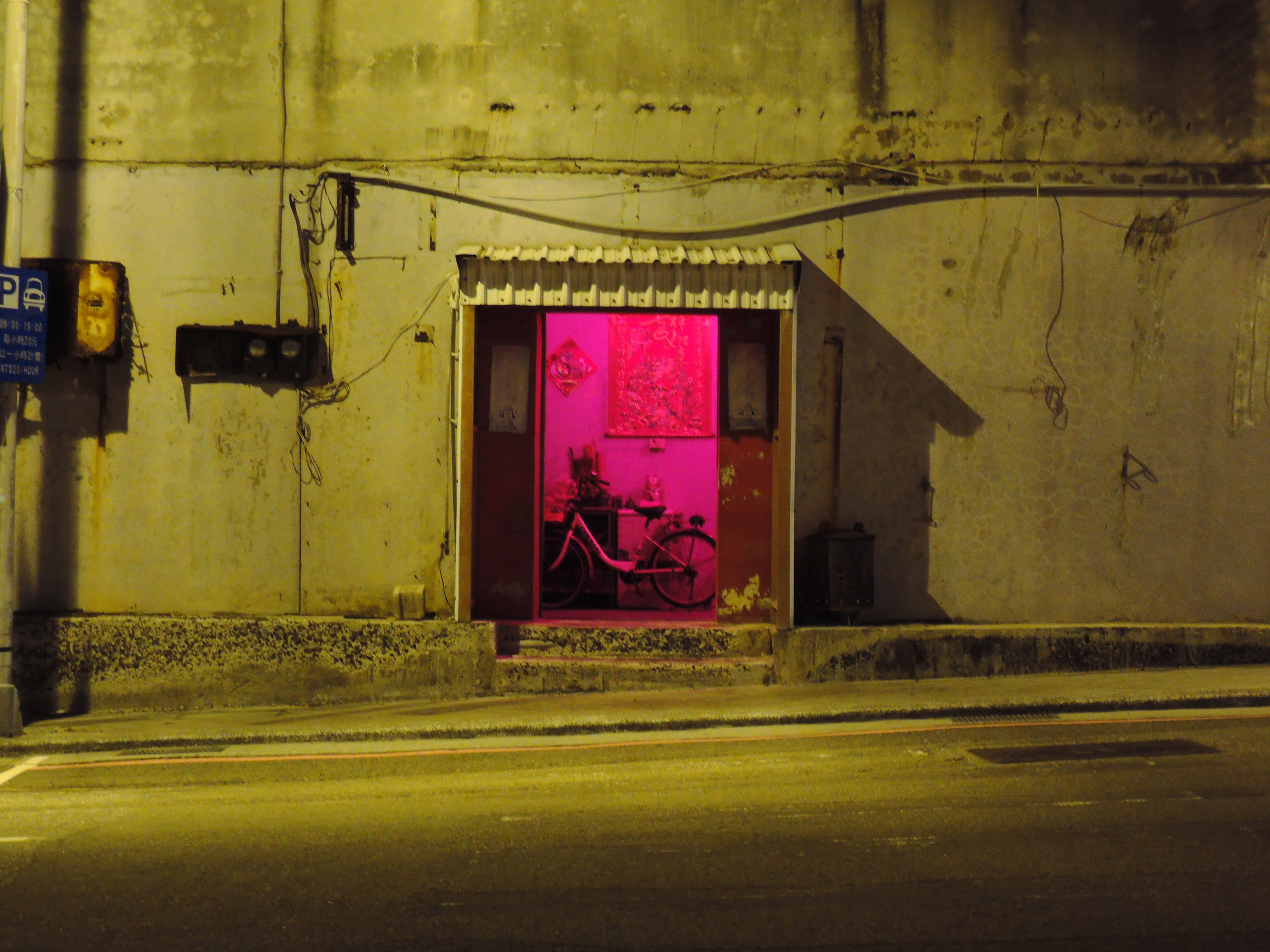
"جنة تشين"، أحد بيوت الدعارة الأخيرة في تايوان

أصبحت الدعارة في تايوان غير قانونية بموجب قانون عام 1991. تم تقديم التشريع في عام 2011 للسماح للحكومات المحلية في تايوان بإنشاء "مناطق خاصة" يُسمح فيها بالبغاء. الدعارة خارج هذه المناطق غير قانونية. اعتبارًا من عام 2017، لم يتم فتح أي "مناطق خاصة".